# Busy Philipps
Elizabeth Jean Philipps (født 25. juni 1979 i Oak Park, Illinois i USA), kendt professionelt som Busy Phillips er en amerikansk TV-skuespiller, bedst kendt for sine biroller i tv-serien Freaks and Geeks, Dawson's Creek og Cougar Town.

## Tidlige liv
Philipps blev født i Oak Park, Illinois i USA. Hendes forældre gav hende tilnavnet Busy fordi hun som spædbarn altid var i bevægelse. Kælenavnet hang ved og det står endda på hendes kreditkort, men ikke hendes kørekort (som hun siger i en episode af Wendy Williams 12-7 -10). Hun gik på Chaparral High School i Scottsdale, Arizona. Hun gik Loyola Marymount University på samme tid som Linda Cardellini (hendes medspiller i Freaks and Geeks) og tidligere kæreste Colin Hanks.

## Karriere
Philipps arbejdede på en legetøjs-messen som en real-life Barbie før hendes show-business debut. Hendes første store rolle var som rollen som Kim Kelly i Freaks and Geeks, hvor hun optrådte i 17 af 18 episoder (med undtagelse af episoden med titlen "Chokin '& Tokin'"). Hun fik senere sin filmdebut i komedien The Smokers i 2000, samt forskellige andre gæsteoptrædener på tv.
I 2001 fik Philipps rollen som Audrey Liddell i teenageserien Dawson's Creek. Hun var en del af serien i to sæsoner (5 og 6), og var med i 46 episoder før serien sluttede i 2003. For hendes rolle som Audrey fik Philipps en Teen Choice Award nominering i kategorien "TV – Choice Sidekick". 
Philipps dukkede senere op i to film, Home Room (2002) og White Chicks (2004). Hun blev derefter castet sitcom'en Love, Inc., i en rolle som oprindelig var ment til at skulle være spillet af Shannon Doherty.  Serien varede i en sæson (2005-2006) før den blev annulleret. I 2006 fik Philipps en stor tilbagevendende rolle som den kristne Hope Bobeck i Skadestuen, før hendes karakter blev sendt til Sydamerika for at "opfylde sin kristne mission". 
Under graviditeten med sit første barn, filmede Philipps scener til Terminator: The Sarah Connor Chronicles.  Philipps havde også en kort optræden i filmen Han er bare ikke vild med dig (2008), og for tiden spiller hun rollefiguren Laurie Keller i tv-serien Cougar Town.

## Personlige liv
Philipps har værte gift med manuskriptforfatter Marc Silverstein siden 2007. Sammen har de datteren Birdie Leigh Silverstein, født 13. august 2008. Skuespillerinden Lizzy Caplan er gudmor til Birdie.
Philipps er gudmor til Matilda Rose Ledger, datter af skuespilleren Heath Ledger og skuespiller Michelle Williams, skuespiller Jake Gyllenhaal er gudfar. 

## Filmografi
- I Feel Pretty (2018)
- The Gift (2015)
- A Case of You (2013)
- Kvinde på spring (2011)
- En ægte mand (2008)
- White Chicks (2004)